# Edwin Lemare

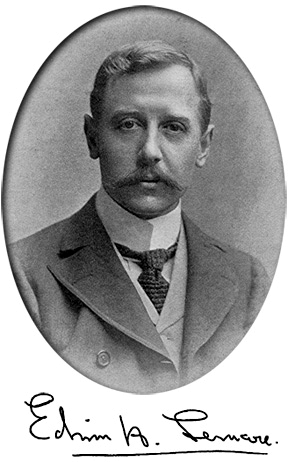
Edwin Lemare

Edwin Henry Lemare (* 9. September 1865 in Ventnor, Isle of Wight, England; † 24. September 1934 in Los Angeles, Kalifornien) war ein englischer Organist und Komponist. Er zählte um die Jahrhundertwende zu den berühmtesten Organisten des englischsprachigen Kulturkreises.

## Leben
Edwin Henry Lemare erhielt seine erste musikalische Ausbildung zum Chorknaben und Organisten an der Holy Trinity Church in Ventnor bei seinem Vater, einem Musikalienverkäufer, der ebenfalls Edwin hieß. Anschließend studierte er drei Jahre lang an der Royal Academy of Music bei Sir George Alexander Macfarren, Walter Cecil Macfarren, Dr Charles Steggall sowie später bei Dr. Edmund H. Turpin und erhielt 1886 sein Fellowship Diploma (F.R.C.O.) am Royal College of Organists. 1892 wurde er zum Professor für Orgel und Prüfer am Associated Board of the Royal Schools of Music ernannt.
Größeres Aufsehen erregte Lemare erstmals, als er 1884 bei einer Ausstellung von Erfindungen auf einer einmanualigen Orgel der Firma Brindley & Foster über 100 Konzerte spielte, dabei einmal zwei Konzerte an einem Tag. Es folgte eine Anstellung an der Park Hall in Cardiff, auf der er zweimal pro Woche Konzerte gab. Ab 1886 unternahm Lemare dann ausgedehnte Konzertreisen durch ganz England.
Bereits seit seinem Studium hatte Lemare verschiedene Stellen an Kirchengemeinden im Raum London inne, jedoch auch in Sheffield und Cardiff. An der St Margaret’s Church in London, an der er von 1897 bis 1902 wirkte, wurde sogar 1896/97 von der Firma J. W. Walker and Son eine dreimanualige Orgel eigens nach Lemares Vorstellungen gebaut.
Aufgrund seines immer größer werdenden Bekanntheitsgrades unternahm Lemare bald auch ausgedehnte Konzertreisen ins Ausland, darunter eine Tour mit über 100 Konzerten durch die USA und Kanada in den Jahren 1900 und 1901. Nach dieser Konzertreise gab er seine Stelle an St. Margaret's auf und siedelte in die USA über, wo er ebenfalls verschiedene Stellen innehatte. Dennoch unternahm er weiter Konzertreisen, die ihn neben Europa und Amerika auch nach Neuseeland und Australien führten. Dort war er an der Planungen der Orgeln in der Auckland Town Hall und der Melbourne Town Hall beteiligt.
1925 nahm Lemare eine Stellung als Organist am Soldiers and Sailors Memorial Auditorium in Chattanooga, Tennessee, an. Dort errichtete die Austin Organ Company im Jahr seines Dienstantritts eine viermanualige Orgel, deren Disposition ebenfalls auf Lemare zurückgeht. Allerdings gab Lemare auch diese seine letzte Stelle im Jahr 1929 auf. 1934 starb er in Hollywood.

### Anstellungen als Organist
- St Mary’s, Brookfield, Highgate
- St John’s, Finsbury Park, 1882
- Park Hall, Cardiff
- Sheffield Parish Church, 1886
- Albert Hall, Sheffield, 1886
- Holy Trinity, Sloane Street, London, 1892
- St Margaret's Church, Westminster, 1897–1902
- Carnegie Institute, Pittsburgh, 1902–1905
- Panama-Pacific International Exposition, San Francisco, 1915
- Städtischer Organist in San Francisco, 1917–1920
- Portland, Maine, 1921–1923
- Organist am Soldiers and Sailors Memorial Auditorium, Chattanooga, Tennessee, 1924–1929

## Wirken
Lemare hatte im Vergleich zu seinen Zeitgenossen ein äußerst reichhaltiges Repertoire, das neben Stücken, die ursprünglich für die Orgel geschrieben wurde, auch Transkriptionen bekannter Orchesterwerke, etwa von Pjotr Tschaikowski oder Richard Wagner, enthielt. Von seinem Spiel zeugen bis heute Aufnahmen für die Aeolian-Skinner Company (24 Rollen) in Dorchester in Massachusetts und für M. Welte & Söhne in Freiburg im Breisgau in Deutschland. Als einer der bestbezahlten Konzertorganisten seiner Zeit behielt er angenommene Stellungen nie dauerhaft; stattdessen verbrachte er die meiste Zeit seines Lebens auf Konzertreisen, bei denen er teilweise vor über 10.000 Menschen spielte. Angeblich habe er dabei sooft den Atlantik überquert, dass das Schiffspersonal ihn mit Namen angesprochen habe.

### Moonlight and Roses
Das Andantino in Des, bekannt unter dem Namen „Moonlight and Roses“, op. 83 Nr. 2 (1888), ist eine der wenigen Kompositionen Lemares, die auch heute noch gespielt werden. Zwischenzeitlich war dieses Werk so populär, dass das Publikum es in jedem Konzert zumindest als Zugabe verlangte. Obwohl sich mehrere 1000 Exemplare der Noten verkauften, schlug Lemare zunächst keinen Profit aus seinem Werk, da er es bei seiner Veröffentlichung 1892 für eine feste Summe von drei Pfund Sterling an den Verleger Robert Cocks verkauft hatte. Der Name „Moonlight and Roses“ stammt auch nicht von Lemare selbst, sondern aus einem Text, den die amerikanischen Liedermacher Ben Black und Charles N. Daniels (unter dem Pseudonym Neil Moret) 1921 unerlaubt zu Lemares Werk schrieben:
Moonlight and roses
Bring wonderful mem'ries of you.
My heart reposes
In beautiful thoughts so true.
June light discloses
Love's olden dreams sparkling anew,
Moonlight and roses
Bring mem'ries of you.
1925 schließlich leitete Lemare rechtliche Schritte ein, um die Rechte an seinem Stück zurückzuerhalten.

## Orgelwerke

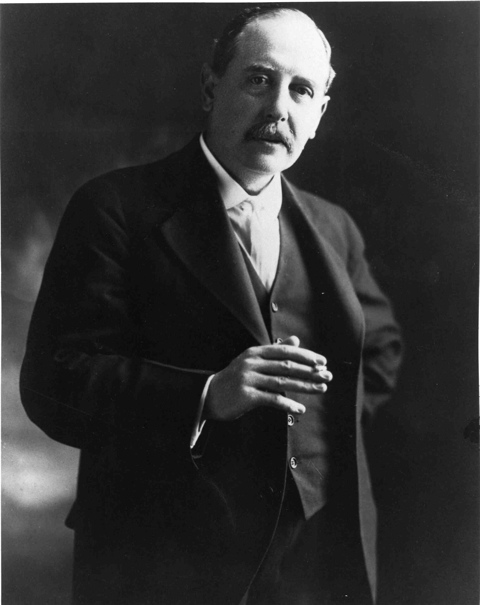
Edwin Lemare in späteren Jahren

### Eigene Werke
- Allegretto in H-Moll
- Andante Cantabile in F (Op. 37)
- Andantino in Des (bekannt als “Moonlight & Roses”)
- Arcadian Idyll (Op. 52) (1: Serenade; 2: Musette; 3: Solitude)
- Barcarolle in As
- Bell Scherzo (Op. 89)
- Bénédiction Nuptiale (Op. 85)
- Berceuse in D
- Cantique d’Amour (Op. 47)
- Caprice Orientale (Op. 46)
- Chanson d’Été in B flat
- Chant de Boneur (Op. 62)
- Chant sans paroles in D
- Cloches Sonores (Basso Ostinato) - Symphonic sketch (Op. 63)
- Communion “Peace” (Op. 68)
- Concert Fantasia in F
- Concertstück No 1 - In the form of a Polonaise (Op. 80)
- Concertstück No 2 - In form of a Tarantella (Op. 90)
- Contemplation in D-Moll (Op. 42)
- Elegy in G
- Evening Pastorale “The Curfew” (Op. 128)
- Fantaisie Fugue in G-Moll(Op. 48)
- Fantasie Dorienne in the form of variations (Op. 101)
- Gavotte Moderne in As

- Gavotte à la cour (Op. 84)
- Idyll in Es
- Impromptu in A
- Intermezzo : Moonlight (Op. 83/2)
- Intermezzo in B (Op. 39)

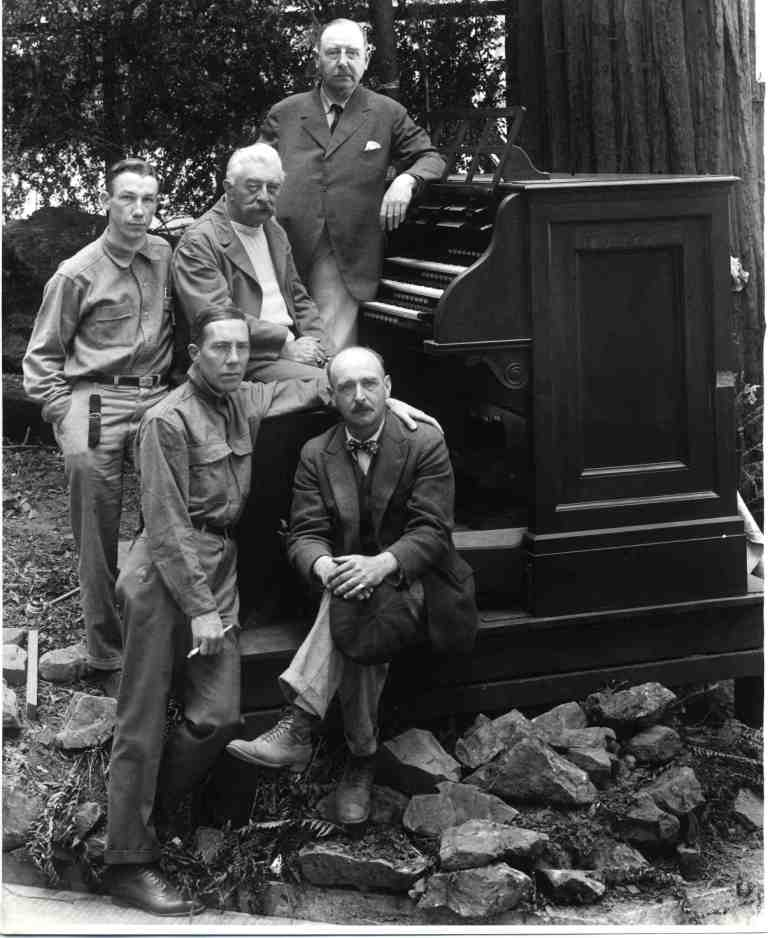
Lemare (oben) mit einigen Freunden

- Irish Air from “County Derry” (arr. by)
- Madrigal in Des
- Marche Heroïque (Op. 74)
- Marche Solennelle in Es
- Meditation in Des (Op. 38)
- Minuet Nuptiale (Op. 103)
- Nocturne in H-Moll (Op. 41)
- Pastorale No 2 in C
- Pastorale Poem (Op. 54)
- Pastorale in E
- Rêverie in Es (Op. 20)
- Rhapsody in C-Moll (Op. 43)
- Romance in Des
- Romance in Des (No 2) (Op. 112)
- Salut d’Amour (Op. 127)
- Scherzo
- Second Andantino in Des
- Sonata No 1 in F (Op. 95) (1: Maestoso; 2: Largo; 3: Scherzo; 4: Intermezzo; 5: Finale)
- Spring Song - From the South (Op. 56)
- Summer Sketches (1: Dawn; 2: The Bee; 3: The Cuckoo; 4: Twilight; 5: Evening) (Op. 73) Sunshine (Op. 83/1)
- Symphony No 1 in G-Moll (1: Allegro Moderato; 2: Adagio Cantabile; 3: Scherzo; 4: Finale) (Op. 35)
- Symphony No 2 in D-Moll (1: Maestoso con fuoco; 2: Adagio patetico; 3: Scherzo; 4: Allegro giusto) (Op. 50)
- Tears and Smiles (1: Tears; 2: Smiles) (Op. 133)
- Toccata di concerto
- Twilight Sketches (Op. 138) (1: Sundown; 2: The Glow-Worm; 3: The Fire Fly; 4: Dusk)

### Transkriptionen

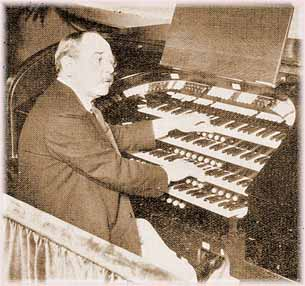
Edwin Lemare an der Orgel

#### Johannes Brahms
- Akademische Fest-Ouverture (Op. 80)
- Ungarischer Tanz (No 5)

#### Edward Elgar
- Gavotte in A
- Idylle (Op. 4/1)
- Pomp & Circumstance March No. 1 (Op. 39)
- Salut d’Amour (Op. 12)
- Sursum Corda (Élévation) (Op. 11)
- Triumphal March from Caractacus (Op. 35)

#### Richard Wagner
- Ouverture zu Der Fliegende Holländer
- Ouverture zu Die Meistersinger von Nürnberg
- Ouverture zu Rienzi
- Ouverture zu Tannhäuser
- Der Walkürenritt aus Wagners Walküre